# 埼玉県の再開発の一覧
埼玉県の再開発の一覧（さいたまけんのさいかいはつのいちらん）では、埼玉県での完成済み、建設中、または計画中の都市再開発事業・再開発地区、再開発ビルや複合商業施設などの一例を一覧で列挙する。土地区画整理事業については、埼玉県の土地区画整理事業一覧を参照。

## さいたま市
大宮区
- 大宮駅周辺
  - 大宮ソニックシティ（大宮駅西口）
  - 大宮スカイビル（大宮駅西口街区再開発ビル、核店舗はそごう大宮店）
  - 大宮鐘塚A地区第一種市街地再開発事業（大宮駅西口、シーノ大宮）
  - 大宮駅東口大門町2丁目中地区市街地再開発事業（大宮門街、さいたま市民会館おおみや）[1]
  - 大宮鐘塚C地区第一種市街地再開発事業[2][1]
  - 大宮駅西口第3-B地区第一種市街地再開発事業（大宮サクラスクエア・事業中）[3]
  - 大宮駅西口第3-Ａ・Ｄ地区第一種市街地再開発事業（事業中）[4]
  - 大宮駅東口大門町3丁目中地区第一種市街地再開発事業（都市計画決定済）[5]
  - 大宮鐘塚B地区第一種市街地再開発事業（都市計画決定済）[6]
- さいたま新都心
  - 北袋町1丁目地区再開発事業

中央区
- 後原中央東地区第一種市街地再開発事業（S4タワー）[7]
- 与野駅周辺
  - 与野駅西口旭町地区第一種市街地再開発事業（スカイレジデンシャルタワーズ）
  - 与野駅西口寿町地区第一種市街地再開発事業（シティマークタワー21）
- 北与野駅周辺
  - 北与野駅北口地区第一種市街地再開発事業（アルーサ北与野）[7]
  - 北与野駅南口西地区市街地再開発事業（びゅうサイトタワー）
  - 北与野駅南口地区第一種市街地再開発事業（ポルテ29）[7]
- さいたま新都心土地区画整理事業

浦和区
- 浦和駅周辺 - 県都の玄関口として駅高架化と連動し駅前広場を整備。伊勢丹浦和店や浦和パルコなどの商業施設が建設された。
  - 浦和駅前市街地改造事業（1967年 - 1981年。A棟・B棟〈伊勢丹浦和店・浦和コルソ〉、市施行）
  - 浦和駅東口駅前地区第二種市街地再開発事業（ストリームビル）
  - 浦和駅西口南再開発地区
    - 浦和駅西口南第三地区第一種市街地再開発事業（エイペックスタワー浦和）
    - 浦和駅西口南第四地区第一種市街地再開発事業（コスタ・タワー浦和・コスタ・レジデンス浦和）
    - 浦和駅西口南高砂地区第一種市街地再開発事業（浦和駅西口南高砂地区）
- 北浦和1丁目地区市街地再開発事業（北浦和ターミナルビル・ハイムプラザ北浦和）
- 浦和元町二丁目地区市街地再開発事業（浦和元町シティ）
- 与野駅西口浦和地区第一種再開発事業

南区
- 武蔵浦和駅周辺 - 超高層マンション建設を中心とした再開発を実施。
  - 武蔵浦和駅第1街区第一種市街地再開発事業（サウスピア、プラウドタワー武蔵浦和マークス）
  - 武蔵浦和駅第2街区第一種市街地再開発事業（ラムザタワー）
  - 武蔵浦和駅第3街区第一種市街地再開発事業（武蔵浦和SKY&GARDEN）
  - 武蔵浦和駅第4街区第一種市街地再開発事業（プラウドタワー武蔵浦和テラス・ガーデン。愛称:ナリア）
  - 武蔵浦和駅第6街区第一種市街地再開発事業（ライブタワー武蔵浦和）
  - 武蔵浦和駅第8-1街区第一種市街地再開発事業（MUSE CITY ザ・ファーストタワー）
  - 武蔵浦和駅第8-2街区第一種市街地再開発事業
- 中浦和駅前地区第一種市街地再開発事業

岩槻区
- 岩槻駅東口第一種市街地再開発事業[7]

## 川越市
- 川越駅周辺
- 川越駅東口市街地再開発事業（アトレマルヒロ、川越市#開発事業を参照）
- 川越駅前脇田町市街地再開発事業

## 熊谷市
- 熊谷駅東地区市街地再開発事業

## 川口市
- 川口駅周辺
  - 川口駅前東口第三工区第一種市街地再開発事業（そごう川口店）
  - 川口駅西口市街地再開発事業
- 川口並木4丁目地区第一種市街地再開発事業（西川口ヴィアーレ）
- アリオ川口（サッポロビール埼玉工場跡地の再開発事業「リボンシティ」）
- 川口栄町3丁目C地区第一種市街地再開発事業（CASTYなど）
- 川口第5工区北市街地再開発事業（リビエール栄町）
- 川口本町4丁目地区第一種市街地再開発事業（Camellia）
- 川口1丁目1番第一種市街地再開発事業（キュポ・ラ）
- SKIPシティ（NHK川口ラジオ放送所跡地再開発事業）
- 川口金山町12番地区第一種市街地再開発事業（サウスゲートタワー川口）

## 所沢市
- 所沢駅周辺
  - 所沢駅西口市街地再開発事業（ワルツ所沢・西武百貨店所沢店）
  - 所沢駅西口北街区第一種市街地再開発事業（シティタワー所沢クラッシィ）
- 所沢元町北地区第一種市街地再開発事業
- 所沢東町地区第一種市街地再開発事業
- 東所沢ところざわサクラタウン周辺地区地区計画

## 蕨市
- 蕨駅周辺
  - 蕨駅西口地区7番街区第一種市街地再開発事業（シティタワー蕨）
  - 蕨駅西口地区市街地再開発事業
- 中央三丁目桜橋市街地再開発事業

## 戸田市
- 北戸田駅東1街区第一種市街地再開発事業（北戸田ファーストゲートタワー）

## 越谷市
- 北越谷駅東口A街区市街地再開発事業
- 越谷駅東口第一種市街地再開発事業（越谷ツインシティ）

## 志木市
- フォーシーズンズ志木（志木市による志木駅東口再開発ビル、核テナントは丸井）

## 飯能市
- 東飯能駅再開発事業

## 春日部市
- 春日部駅前東市街地再開発事業、第6街区第一種市街地再開発事業（アーバンハイツ春日部）
- 粕壁三丁目A街区市街地再開発
- 春日部中央一丁目再開発事業

## 狭山市
- 狭山市#再開発事業/狭山市駅#駅周辺再開発事業
- 狭山市#狭山市駅周辺
- 狭山まちづくりネットワーク#再開発事業の現況

## 鴻巣市
- 鴻巣駅東口A地区第一種市街地再開発事業（エルミこうのす、本町「エルミパーク」街区）

## 上尾市
- 上尾駅周辺
  - 上尾駅東口駅前広場再開発事業（アリコベール）
  - 上尾駅東口市街地再開発事業
- 中山道沿道仲町・愛宕市街地再開発事業
- 中山道I市街地再開発事業
- 中山道I-2市街地再開発事業

## 草加市
- 谷塚駅東口市街地再開発事業
- 草加駅東口市街地再開発事業（アコス、草加市再開発ビル群）

## 入間市
- 豊岡第一南市街地再開発事業
- 入間市再開発事業（複合商業施設SAIOS、ipot）

## 桶川市
- 桶川駅西口再開発事業（パトリア桶川店）

## 久喜市
- 久喜駅前西口再開発事業

## 蓮田市
- 蓮田駅西口第一種市街地再開発事業（ブランズシティ蓮田）

## ふじみ野市
- 上福岡駅西口駅前地区第一種市街地再開発事業（ココネ上福岡）
- ふじみ野市南口駅前再開発事業（ふじみ野駅）